# Deyvid Sacconi
Deyvid Franck Silva Sacconi, mais conhecido como Deyvid Sacconi (Alfenas, 10 de abril de 1987), é um ex-futebolista brasileiro que atuava como meia.

## Carreira
Deyvid Sacconi foi revelado pelo Guarani em 2005. Após se destacar no Bugre, foi contratado pelo Palmeiras em 2007.
Chegou em 2007, teve algumas oportunidades como titular, mas se contundiu logo no começo da temporada de 2008. Fez seu primeiro gol pelo Verdão contra o time que o revelou para o futebol, em jogo válido pelo Campeonato Paulista de 2009.
Deyvid Sacconi ganhou espaço no Palmeiras nas últimas rodadas do Campeonato Brasileiro de 2009, após marcar o primeiro gol no empate de 2–2 contra o Sport Recife. Daí em diante, foi titular da equipe em várias oportunidades.
No dia 29 de janeiro de 2010, o jogador foi anunciado como novo reforço do clube francês Nantes, pelo valor € 2,5 milhões, em um contrato que duraria 3 anos e meio. Todavia, como o jogador não conseguiu retirar o passaporte europeu, a contratação não se concretizou.
Em março de 2010, o Palmeiras acertou o empréstimo do meia para o Goiás, junto com Daniel Lovinho e William, em troca do lateral-direito Vítor.
No dia 16 de junho de 2010 o jogador acabou sendo novamente emprestado dessa vez para o Grêmio Barueri em uma troca com o jogador Tadeu que se transferiu para o Palmeiras.
O jogador é transferido por empréstimo e assina contrato de uma temporada com o Clube Náutico Capibaribe em 19 de Janeiro de 2011.
No dia 23 de maio de 2011, o Náutico rescindiu o contrato com Eduardo Ramos. Logo após de voltar ao Palmeiras para treinar na equipe B, ele decide se transferir para o Bragantino para poder participar da Serie B pelo clube.
Depois de passar pelo Goiás, Grêmio Prudente, Náutico e Bragantino, assina com o Vegalta Sendai, do Japão. 
No ano de 2013, após atuar novamente pelo Bragantino, Deyvid Sacconi fechou com o Khazar Lankaran do Azerbaijão. onde foi campeão da Supercopa do Azerbaijão.
Em outubro de 2014, acertou com o ABC até o final da Série B.
Para o ano de 2015, assinou contrato para jogar a série B do Campeonato Brasileiro pelo Luverdense.
Em janeiro de 2016 assinou com o Daegu FC na Korea do Sul. No segundo semestre se transferiu para o Estheglal Kuzesthan no Iran. 
Em 2017 atuou pelo A. D. São Caetano, SP, que neste ano conquistou o retorno à série A do Campeonato Paulista.
Em 2018 o atleta assinou com  o Grêmio Esportivo Brasil, conhecido como Brasil de Pelotas, para atuar no Campeonato Gaúcho e na Série B do Campeonato Brasileiro de 2018. 
Em 2019 Deyvid Sacconi assina um contrato de um ano com o Brasiliense Futebol Clube para a disputa da Copa Verde.

## Títulos
Palmeiras
- Campeonato Paulista: 2008

Khazar Lankaran
- Supercopa do Azerbaijão: 2013